# Sumida (reka)
Reka Sumida (隅田川, Sumida-gava) je reka, ki teče skozi osrednji Tokio na Japonskem. Sumida se loči od reke Arakave pri zapornici Šin-Ivabuči (v okrožju Kita-ku) in se izliva v Tokijski zaliv. Njena pritoka sta reki Kanda in Šakudži.
Poteka skozi predele Kita, Adači, Arakava, Sumida, Taito, Kōtō in Čūō v Tokiu.
Sumida teče skozi staro strugo Arakave, ki so jo v začetku 20. stoletja preusmerili, da bi preprečili poplave. Pred 17. stoletjem, ko je bila Tone preusmerjena proti vzhodu in je bila Arakava ločena od nje, je bila Sumida spodnji tok Irume, ki je od takrat pritok Arakave. To, kar je zdaj znano kot »reka Sumida«, je bila prej pot Ara-kava. Proti koncu obdobja Meidži je bila Ara-kava preusmerjena, da bi preprečili poplave, saj je v bližini cesarska palača v Čijoda.
Čeprav je reka dala ime tokijskemu okrožju Sumida, prva japonska črka za ime okrožja izhaja iz alternativnega imena za rečni breg (墨堤). Turistične ladje vozijo po Sumidi, ki ponuja spektakularen pogled na obzorje japonske prestolnice.

## V umetnosti
Keramika Sumida Gava je dobila ime po reki Sumida in sta jo prvotno izdelovala lončar Inoue Rjosai I. in njegov sin Inoue Rjosai II. v okrožju Asakusa blizu Tokia. V poznih 1890-ih je Rjosai I. razvil slog nanosa figur na površino s tekočo glazuro, ki je temeljila na kitajskih glazurah, imenovanih "flambe." Predmeti Sumide so lahko bili čajniki, pepelniki ali vaze in so bili izdelani za izvoz na zahod. Inoue Rjosai III., vnuk Rjosaija I., je leta 1924 preselil mesto izdelave v Jokohamo, vendar so predmeti še naprej identificirani kot izdelki Sumida. Keramika je bila podvržena različnim mitom, na primer, da so jo izdelovali na navideznem otoku Poo, ki ga je odplaknil tajfun, ali da so jo izdelovali korejski vojni ujetniki. Sandra Andacht je leta 1987 zapisala: »Izdelki Sumida gava so postali zelo priljubljeni pri zbirateljih, trgovcih in vlagateljih. Motivi so v skladu s splošnimi zahodnjaškimi koncepti o tem, kaj naj bi orientalski modeli prikazovali; zvijajoče se zmaje, budistične učence, mitološka in legendarna bitja in bitja. Zato so ti izdelki iskani in cene (tukaj v ZDA) so precej visoke, tudi za kose v manj kot popolnem stanju.«
- Most Eitai in Cukuda – Utagava Hirošige, 1830
- Sončni zahod čez most Rjōgoku z brega reke Sumida pri Onmajagašiju - Hokusai, 1830
- Veliki most Sendžu, Hirošige, 1856
- Nočni pogled na kanal Macučijama in Samja, Hirošige, 1857
- Bokusui tsutsumi hanazakari no zu, Hirošige III., 1881
- Noč na reki Sumida, Kobajaši Kijočika, 1881

## V kulturi
Igra Noh, Sumida-gava, ki si jo je britanski skladatelj Benjamin Britten ogledal med obiskom Japonske leta 1956, ga je navdihnila, da je napisal Curlew River (1964), dramsko delo, ki temelji na zgodbi.
Kabuki igra Sumida-gava — Goniči no Omokage je morda bolj znana po naslovu Hokaibo, kar je ime osrednjega lika. To odrsko dramo je napisal Nakava Šimesuke in je bila prvič uprizorjena v [[Osaka|Osaki]g leta 1784. Igra je še vedno vključena v kabuki repertoar na Japonskem; izvajajo pa jo tudi na zahodu. Poustvaril jo je Heisei Nakamura za festival Lincoln Center v New Yorku poleti 2007, z Nakamuro Kanzaburō XVIII., ki je vodil igralsko zasedbo.
Ognjemet na reki Sumida, ki je priznan kot eden najstarejših in najbolj znanih ognjemetov na Japonskem, izstreljujejo z bark čez reko med Rjōgokujem in Asakuso. Poleti istočasno poteka tudi festival.

## V literaturi
Pesnik Macuo Bašo je živel ob reki Sumida, poleg znanega bananovca (japonsko: bašō), od koder je dobil svoj vzdevek. Glej, na primer, uvodne vrstice "Zapisov o okostnjaku, izpostavljenem vremenu", objavljenem v The Narrow Road to the Deep North and Other Travel Sketches (Penguin Classics, 1967).
Reka Sumida se pojavi v haikuju Issa iz leta 1820:
Harusame ya
Nezumi no nameru
Sumida-gawa
(v prevodu)
spomladanski dež -
miška se opoteka
čez reko Sumida

## Mostovi
Sumida teče skozi Tokio 27 kilometrov, pod 26 mostovi, ki so razporejeni približno en most na kilometer. Med temi so glavni:
- Rjōgoku-baši (most Rjōgoku) iz leta 1932 je nadomestil most, zgrajen leta 1659. Ta most je Hirošige večkrat ovekovečil.
- Eitai-baši (most Eitai), iz leta 1924, nadomešča most, zgrajen leta 1696.[7]
- Most Sendžu iz leta 1921 je nadomestil prejšnji most, sprva zgrajen leta 1594, ki je bil dolgo časa edini most čez reko.
- Most Sakura iz leta 1985, ki povezuje park Sumida in avenijo Bokutei-dori.
- Most Kototoi iz leta 1928 je bil rekonstruiran na mestu mostu, ki je povezoval dva bližnja templja – Mimeguri-džindža in Macučijama-šoden.
- Most Azuma iz leta 1931 je nadomestil most, ki je bil prvič zgrajen leta 1774. Ta most je najbližje postaji Asakusa in Kaminari-Mon.
- Most Komagata iz leta 1927 je dobil ime po templju Macugata, posvečenem Bato-Kanonu.
- Most Umaja iz leta 1929 je nadomestil most, zgrajen leta 1875.
- Kuramae-baši, zgrajen leta 1924.[8]
- Šin Ohaši (Novi most) iz leta 1976 je nadomestil most, zgrajen leta 1693. Ta most ni bil daleč od mostu Rjōgoku.[7]
- Most Kijosu, zgrajen leta 1928 po modelu visečega mostu Deutz iz Kölna, povezuje Kijosu z Nihonbaši-Nakasu.[9][10]
- Most Čuo je bil odprt leta 1994.
- Most Cukuda iz leta 1964[11] je bil prvi most, zgrajen po drugi svetovni vojni, ki prečka reko od Cukidžija do Cukišime.
- Most Kačidoki je bil zgrajen leta 1940 v spomin na zmago japonske vojske pri Lušunu med rusko-japonsko vojno. Ta most je edini dvižni most na Sumidi in ni bil dvignjen od leta 1970.
- Cukidži Ohaši je najnovejši most čez Sumido, odprt leta 2018 tik ob nekdanjem mestu Cukidži Market.[12][13]

- Most Eitai
- Most Sumida-gava v 1930-tih
- Most Sakura
- Most Azuma
- Most Čuo
- Most Kačidoki